# مرد کاغذی (فیلم ۲۰۱۲)
مرد کاغذی (به انگلیسی: Paperman) نام یک پویانمایی سیاه و سفید محصول ۲۰۱۲ آمریکا می‌باشد. این فیلم محصول استودیوهای پویانمایی والت‌دیزنی می‌باشد و سبک ساخت آن ترکیبی از پویانمایی کلاسیک و پویانمایی رایانه‌ای است. این پویانمایی ۶ دقیقه‌ای توانست در سال ۲۰۱۲ جایزهٔ اسکار بهترین انیمیشن کوتاه را از آن خود کند و در فوریهٔ سال بعد نیز همین نشان را از جایزهٔ آنی کسب کرد. مرد کاغذی بعد از ۴۹ سال توانست مجدداً موفقیت والت دیزنی را در کسب جایزهٔ اسکار بهترین انیمیشن کوتاه تکرار کند.